# 未來戰隊時間連者 VS GoGo V
《未來戰隊時間連者 VS GOGOV》（原文：未来戦隊タイムレンジャーVSゴーゴーファイブ）。是《未來戰隊時間連者》和《救急戰隊GOGOV》的連動V-cinema，於2001年3月9日在日本發售的戰隊系列的VS劇場版。

## 概要
『未來戰隊時間連者』唯一在超級戰隊V-cinema系列登場的作品。
兩大戰隊這次分別在史前時代、西部開拓時代、江戶時代都有著精彩的戰鬥。災魔殘黨－皮耶魯也在此作登場。
『救急戰隊GOGOV』電視版的最終話，灣岸領域55已經遭到大海嘯的淹沒，無法出動勝利金剛，但在此作，卻能利用「時間之門」的設定，順利召喚來自1999年的完好如初的勝利金剛機組。另外，兩大戰隊更演出了本作原創聯合必殺技「壓縮陽炎」。

## 登場人物

### 未來戰隊時間連者
| 演員     | 角色     | 代號                   | 台配   | 港配 |
| -------- | -------- | ---------------------- | ------ | ---- |
| 永井大   | 淺見龍也 | 時間紅 （Time Red）    | 于正昌 |      |
| 城戶裕次 | 綾瀨     | 時間藍 （Time Blue）   | 李景唐 |      |
| 倉貫匡弘 | 席恩     | 時間綠 （Time Green）  | 符爽   |      |
| 和泉宗兵 | 土門     | 時間黃 （Time Yellow） | 曹冀魯 |      |
| 勝村美香 | 優理     | 時間粉紅（Time Pink）  | 汪世瑋 |      |
| 笠原紳司 | 瀧澤直人 | 時間火焰（Time Fire）  | 曹冀魯 |      |

### 救急戰隊GOGO V
| 演員       | 角色   | 代號      | 台配   | 港配 |
| ---------- | ------ | --------- | ------ | ---- |
| 西岡龍一朗 | 巽纏   | GO Red    | 符爽   |      |
| 谷口賢志   | 巽流水 | GO Blue   | 于正昌 |      |
| 原田篤     | 巽鐘   | GO Green  | 曹冀魯 |      |
| 柴田賢志   | 巽大門 | GO Yellow | 李景唐 |      |
| 柴田かよこ | 巽祭   | GO Pink   | 詹雅菁 |      |

### 戰隊關係者
塔克｜沼田祐介／台配：李景唐 聲
巽世界｜マイク眞木／台配：符爽

### 洗錢幫
唐·多尼洛｜大友龍三郎／台配：符爽 聲
基恩｜戶部公爾 聲
莉拉｜久瑠あさ美／台配：汪世瑋

### 本作原創角色
殺人拳擊手·波利巴爾｜矢尾一樹／台配：曹冀魯 聲
在未來世界犯下多起殺人致死罪的兇惡級罪犯，自稱宇宙最強的拳擊手。對於自己的拳擊實力相當具有信心。在城市裡到處引起火災、進行破壞都是為了引出時連者們。在差點遭到時連者的壓縮冷凍時，皮耶魯施予「闇之力」在欲作為他實驗材料的波利巴爾身上，便因此躲過冷凍的命運，甚至連威力都得到了強化。
之後，和雷亞爾一同在穿越時空後的史前時代與龍也、纏對戰。
咒語師·皮耶魯｜松野太紀／台配：于正昌 聲
『救急戰隊GOGOV』中唯一的災魔殘黨，於本作與洗錢幫聯手。
合成災魔·波利皮耶魯
皮耶魯利用巫術，和波利巴爾進行「災魔合身」後的合體災魔鬥士。以劍為武器。實力在時間機械人α和時間之影之上，甚至能迫使時間機械人之影α解除合體。最後，靠著兩大戰隊共同的心與鬥志所創造出的新必殺技壓縮陽炎成功擊敗了波利皮耶魯。波利巴爾逃不過遭到壓縮冷凍的命運，皮耶魯則因此被消滅。
雷亞爾｜服卷浩司／台配：符爽 聲
於電視版33話中登場的惡德金融業者·多葛爾的雙胞胎弟弟。和其他囚犯為了引出時連者而破壞城市。接受了皮耶爾「闇之力」的強化。之後，和波利巴爾在史前時代與龍也、纏對決。
露比婭｜小松由佳／台配：汪世瑋 聲
於電視版15話中登場的狙擊手·蕾荷的姐姐。以雷射槍為武器。和其他囚犯為了引出時連者而破壞城市。接受了皮耶爾「闇之力」的強化。之後，和狄納爾在穿越時空後的西部時代與綾瀨、優理、流水、祭展開戰鬥。
帕茲｜前原實 聲
於電視版10話中登場的傭兵·歐古的伯父。和其他囚犯為了引出時連者而破壞城市。接受了皮耶爾「闇之力」的強化。之後，和西林古在穿越時空後的江戶時代迎擊土門、席恩、鐘、大門。
狄納爾｜塩野勝美 聲
於電視版12話中登場的恐嚇犯·蓋馬爾克的堂弟。以機關槍為武器。和其他囚犯為了引出時連者而破壞城市。接受了皮耶爾「闇之力」的強化。之後和露比婭一同與綾瀨等四人戰鬥。
西林古｜田中大文 聲
於電視版20話中登場的地獄門囚犯·衝擊砲馬杜的鄰居。和其他囚犯為了引出時連者而破壞城市。接受了皮耶爾「闇之力」的強化。在江戶時代中，與帕茲聯手對付土門等人。掛著「家族」之名應戰，其實只有他毫無關係。

## 裝備·戰力

### 登場機械
時間機械人α
GOGO V等人將「猛烈燃燒的救急魂」藉由燃燒的勇氣之劍，傳給了時連者們，最後騎乘在V-Rex上使出合體技壓縮陽炎Pressure Prominence，順利擊敗波利皮耶魯。
時間之影
δ陣型 時間機械人之影α
V-Rex
勝利金剛

## 幕後人員
- 原作：八手三郎
- 監督：佛田洋
- 脚本：山口亮太
- 撮影：松村文雄
- 音楽：龜山耕一郎、渡邊俊幸
- 製作：東映、東映錄像